# Oggetti non stellari nella costellazione del Corvo
Principali oggetti non stellari presenti nella costellazione del Corvo.

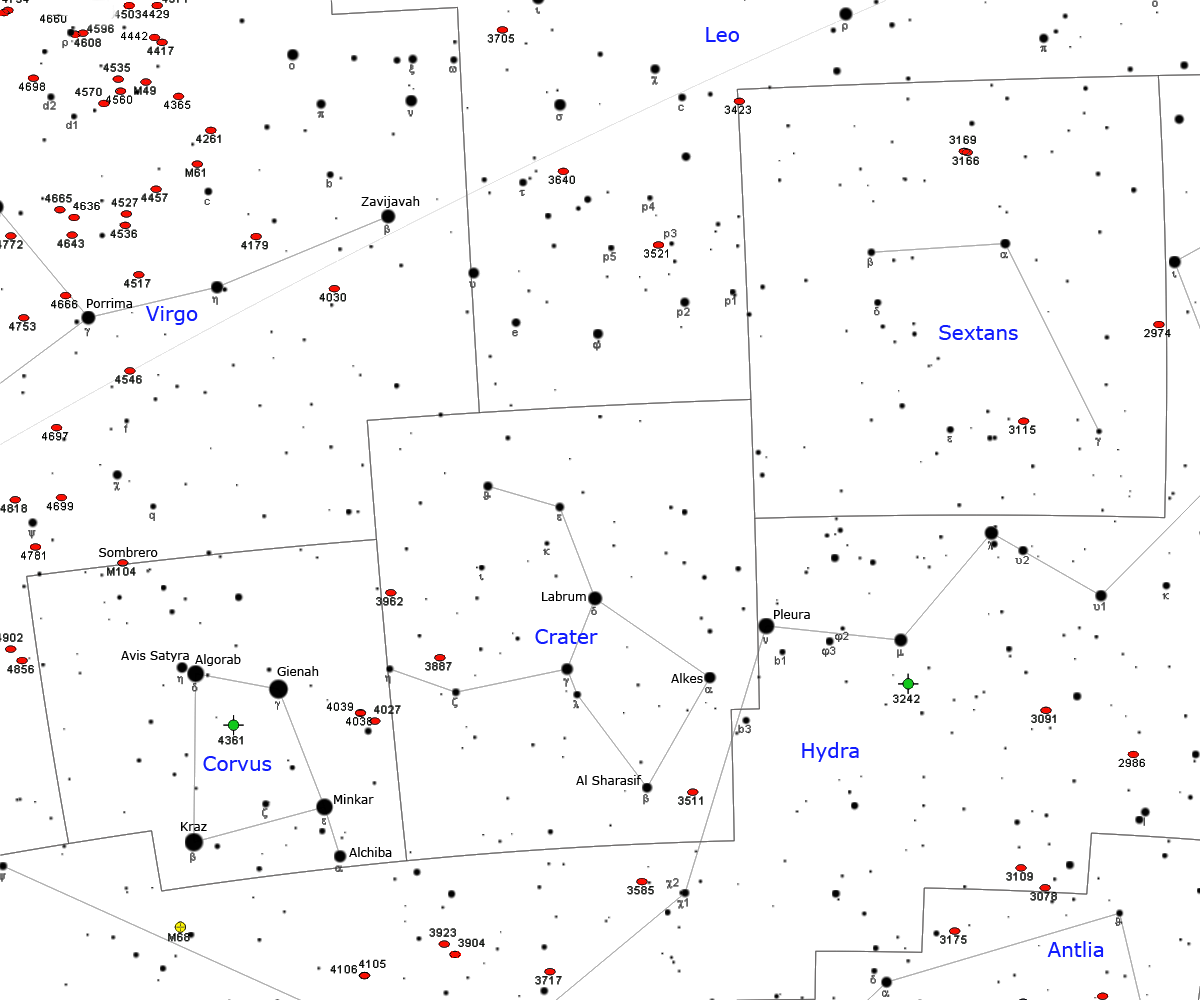
Mappa della costellazione del Corvo.

## Asterismi
- Stargate

## Nebulose planetarie
- NGC 4361

## Galassie
- NGC 4038/4039
- NGC 4027

## Ammassi di galassie
- Gruppo di NGC 4038